# 5583 Braunerová
5583 Braunerová este un asteroid din centura principală de asteroizi.

## Descriere
5583 Braunerová este un asteroid din centura principală de asteroizi. A fost descoperit pe 5 martie 1989 la Observatorul Kleť de Antonín Mrkos. Asteroidul prezintă o orbită caracterizată de o semiaxă mare de 2,88 ua, o excentricitate de 0,02 și o înclinație de 2,9° în raport cu ecliptica.